# Седловина
Седловина́ (болг. Седловина) — село в Кирджалійській області Болгарії. Входить до складу общини Кирджалі.

## Населення
За даними перепису населення 2011 року у селі проживали 295 осіб, з них 277 осіб (98,6%) — турки.
Розподіл населення за віком у 2011 році:
Динаміка населення: